# Dichlorotétrakis(diméthylsulfoxyde)ruthénium(II)
Le dichlorotétrakis(diméthylsulfoxyde)ruthénium(II) est un complexe de coordination de formule chimique ((CH3)2SO)4RuCl2, où les ligands (CH3)2SO correspondent au diméthylsulfoxyde.

## Isomérie cis-trans
On en connaît deux isomères, cis et trans, selon la position équatoriale ou polaire des atomes de chlore, respectivement :

Les atomes de chlore sont représentés ci-dessous en vert.
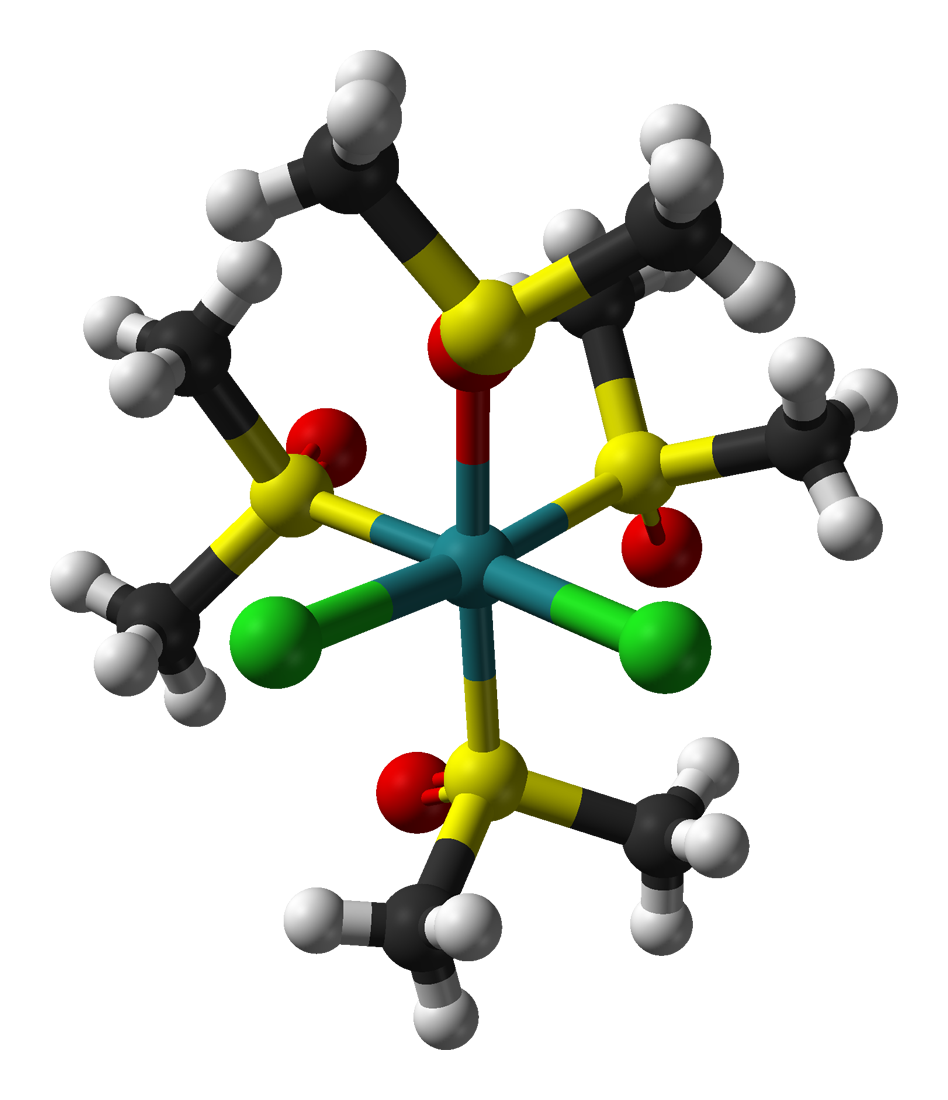
Isomère cis.
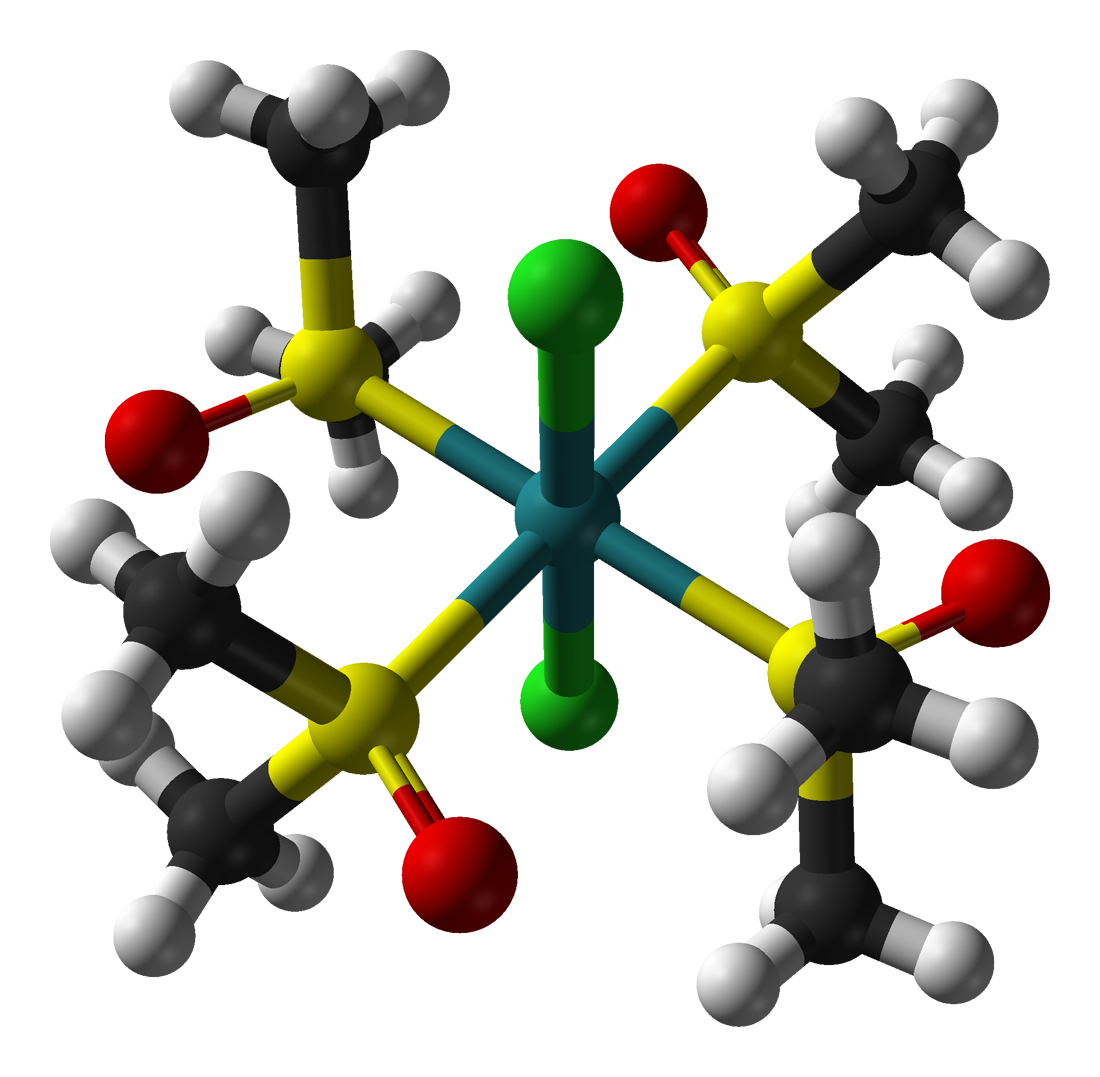
Isomère trans.

Ces isomères sont des solides jaunes solubles dans des solvants organiques. L'isomère cis est le plus abondant : il présente la particularité d'avoir l'un des ligands DMSO polaires lié à l'atome de ruthénium par l'atome d'oxygène tandis que les trois autres ligands sont liés au métal par l'atome de soufre ; dans l'isomère trans, les quatre ligands sont liés au métal par l'atome de soufre. L'isomère cis se forme par chauffage, tandis que l'isomère trans est obtenu à partir du précédent sous l'effet d'un rayonnement ultraviolet. Les premières voies de synthèses consistaient à chauffer des solutions de chlorure de ruthénium(III) RuCl3 dans le DMSO sous atmosphère d'hydrogène, mais un procédé a été développé pour éviter de travailler sous atmosphère d'hydrogène,.
Le RuCl2(dmso)4 a été identifié comme anticancéreux potentiel au début des années 1980. Les recherches qui ont suivi, a conduit au développement de plusieurs composés apparentés contenant du ruthénium et du DMSO, dont certaines ont fait l'objet d'essais cliniques.